# Панцулая, Георгий (футболист)
Георгий Панцулая (груз. გიორგი ფანცულაია; род. 6 января 1994, Тбилиси) — грузинский футболист, нападающий клуба «Самгурали».

## Карьера
В январе 2019 года перешёл в грузинский клуб «Чихура».
В январе 2021 года стал игроком грузинского клуба «Динамо» Батуми.
В декабре 2022 года подписал контракт с клубом «Каспий».

## Достижения
«Динамо» Батуми
- Чемпион Грузии: 2021

## Клубная статистика
| Игровая карьера | Игровая карьера   | Игровая карьера | Лига | Лига | Кубок | Кубок | Межд. | Межд. | Др. | Др. |
| --------------- | ----------------- | --------------- | ---- | ---- | ----- | ----- | ----- | ----- | --- | --- |
| 2019            | Чихура            | А               | 20   | 5    | —     | —     | 4     | 0     | —   | —   |
| 2020            | Торпедо (Кутаиси) | А               | 17   | 7    | 2     | 3     | —     | —     | —   | —   |
| 2021            | Динамо (Батуми)   | А               | 35   | 13   | 4     | 3     | 6     | 3     | —   | —   |
| 2022            | Динамо (Батуми)   | А               | 29   | 6    | 1     | 0     | 2     | 0     | 1   | 0   |
| 2023            | Каспий            | А               | 13   | 6    | 1     | 0     | —     | —     | —   | —   |
| 2023            | Торпедо (Кутаиси) | А               | 13   | 3    | 2     | 2     | 4     | 0     | —   | —   |